# Patricia van der Kammen
Patricia van der Kammen (* 8. April 1972 in Heerlen) ist eine niederländische Politikerin. Sie steht der rechtspopulistischen Partij voor de Vrijheid (PVV) nahe.

## Leben
Van der Kammen studierte Psychologie an der Universität Tilburg. Daraufhin war sie als Mitarbeiterin im wirtschaftlichen Bereich der Fürsorgestelle Südost-Brabant und von 2003 bis 2012 als leitende Mitarbeiterin im Bereich Planung und Kontrolle der Universität Tilburg tätig.
Bei den Wahlen zum Europaparlament im Jahr 2009 wurde van der Kammen von der PVV als Kandidatin aufgestellt, ihr Listenplatz reichte aber nicht aus, um ins Parlament einzuziehen. 2011 war sie jedoch als Kandidatin im Auftrag der PVV erfolgreich bei der Wahl zu den Provinciale Staten der Provinz Noord-Brabant. Am 3. Oktober 2012 rückte sie dann doch noch in das Europäische Parlament nach. Sie ersetzte das Mandat von Barry Madlener, der in die zweite Kammer der Generalstaaten wechselte. Für alle diese Positionen wurde sie von Parteimitglied Geert Wilders persönlich aufgestellt.
Van der Kammen war im EU-Parlament eine fraktionslose Abgeordnete und Mitglied im Ausschuss für Verkehr und Fremdenverkehr und in der Delegation für die Beziehungen zur Koreanischen Halbinsel.
Als Stellvertreterin saß sie im Ausschuss für Binnenmarkt und Verbraucherschutz. Ihre Amtszeit im Europaparlament endete zum 1. Juli 2014, da sie auf eine erneute Kandidatur verzichtete. Sie kehrte an ihre Position an der Universität Tilburg zurück, von der sie freigestellt worden war.